# Římskokatolická farnost Tvarožná
Římskokatolická farnost Tvarožná je územní společenství římských katolíků v Tvarožné a okolí, s farním kostelem sv. Mikuláše ve šlapanickém děkanství v rámci brněnské diecéze.

## Území farnosti
Do farnosti náleží území těchto sídel:
- Tvarožná
  - farní kostel sv. Mikuláše
  - kaple Panny Marie Sněžné na Santonu
- Mokrá
  - kaple sv. Kateřiny
  - kaple Proměnění Páně
- Horákov
  - kaple sv. Gottharda
  - kaple u horákovské myslivny
- Velatice
  - kaple sv. Anny

## Historie farnosti
Kostel zasvěcený sv. Mikuláši byl v Tvarožné postaven v první polovině čtrnáctého století. Postupně se dostal do velmi špatného stavu, na začátku 18. století prošel řadou rozsáhlých úprav. I přesto nadále rychle chátral a hrozilo jeho sesutí. V letech 1880–1881 byl proto postaven nový kostel. Zásluhu na tom měl tehdejší farář Václav Kosmák.
Dne 1. ledna 2001 byly z tvaroženské farnosti vyčleněny Blažovice, ve kterých vznikla samostatná blažovická farnost.

## Bohoslužby
| Kostel           | Místo    | Bohoslužba (den)                  | Hodina                             | Poznámka        |
| ---------------- | -------- | --------------------------------- | ---------------------------------- | --------------- |
| svatého Mikuláše | Tvarožná | neděle pondělí úterý pátek sobota | 7.45, 10.45 07.00 18.00 17.00 7.00 | Farní kostel    |
| svaté Anny       | Velatice | středa                            | 18.00                              | kaple           |
|                  | Mokrá    | čtvrtek                           | 18.00 (mimo prázdniny)             | víceúčelový sál |

## Duchovní správci
Přehled duchovních správců v Tvarožné je znám od doby příchodu Václava Kosmáka do farnosti v roce 1877.
Na přelomu 20. a 21. století ve farnosti sloužil Jan Nekuda (1999–2008) a až do své smrti Metoděj Slavíček (1967–2003). Od 1. září 2008 byl ustanoven administrátorem Josef Rybecký – od 1. července 2010 byl jmenován farářem farnosti. Novým duchovním správcem farnosti se od srpna 2015 stal Jiří Brtník. S platností od 1. září 2018 ho vystřídal jako farář David Ambrož, kterého 4. ledna 2021 na krátkou dobu vystřídal Pavel Kopeček. 1. srpna 2021 se duchovním správcem stal Roman Strossa.

## Primice
Před kaplí sv. Anny ve Velaticích, které jsou součástí farnosti Tvarožná, slavil 13. října 2002 primiční mši svatou novokněz Pavel Šenkyřík.

## Aktivity ve farnosti
Dnem vzájemných modliteb farností za bohoslovce a bohoslovců za farnosti brněnské diecéze je 5. duben. Adorační den připadá na 21. ledna.